# Хенераль-Лагос
Хенераль-Лагос (ісп. General Lagos) — комуна в Чилі, в провінції Паринакота та регіону Арика-і-Паринакота.
Територія — 2244,4 км². Чисельність населення - 684 мешканців (2017). Щільність населення - 0,31 чол./км².
Адміністративний центр — селище Вісвірі.

## Розташування
Селище Вісвірі найпівнічніша точка країни, і розташоване в прикордонному районі поряд з точкою сходження кордонів між Чилі, Перу та Болівією. Воно розташоване на висоті 4064 метрів та за 270 км від Аріка і поруч з болівійським населеним пунктом Чаранья.
Комуна межує:
- на півночі - з регіоном Такна (Перу)
- на сході — з департаментом Ла-Пас (Болівія)
- на півдні - з комунами Аріка, Путре
- на заході — з провінцією Такна (Перу)

## Етимологія
Назва комуни дано на честь генерала Педро Лагоса, який запланував і здійснив штурм пагорба Морро-де-Аріка.

## Історія
Комуна Хенераль-Лагос була створена 30 грудня 1927 року.

## Пам'ятки
Щонеділі проводиться ярмарок «Дорожнього стовпа Трифіно», де найбажаніший продукт — кокороко, болівійський лікер 93º міцності. Це одна з  найбідніших і найменш розвинених комун у всій країні.
На її території знаходиться вулкан Такора (його східна частина) і частина старовинної залізниці, яка об'єднує міста Аріка і Ла-Пас. Інший важливий населений пункт у комуні — Косапілья, що знаходиться близько до Вісвірі.